# Zygentoma
Zygentoma је ред у класи Инсеката, и састоји се од око 550 познатих врста. Zygentoma укључује такозване сребрне рибице или рибље мољце и ватрене брадавице. Упадљива карактеристика реда су три дуга каудална филамента. Два бочна филамента су церци, а медијални је епипрокт или appendix dorsalis. По томе личе на Archaeognatha, иако су церци Zygentoma, за разлику од последњег реда, дугачки скоро као епипрокт.
Све до касног двадесетог века Zygentoma су сматрани подредом Thysanura, све док није признато да је ред Thysanura парафилетски, чиме су ова два подреда подигнута у статус независних монофилетских редова, са Dicondylia као сестринском групом за Дикондилија, укључујући Zygentoma.

## Етимологија
Име „Zygentoma “ потиче од грчког ζυγον (zygón), у контексту који значи „јарам“ или „мост“; и ἔντομα (entoma), „инсекти“, буквално „исечени“ због сегментиране анатомије типичних инсеката. Идеја иза имена је била да таксон формира замишљену везу између Pterygota и Apterygota. Ово гледиште је сада потпуно застарело, али филогенија Инсеката била је у повојима крајем 19. и почетком 20. века.

## Опис и екологија
Сребрне рибице су такозване због сребрног сјаја љуски које покривају тела најупадљивијих врста (породица Lepismatidae). Њихово кретање је описано као "слично риби" као да пливају. Већина постојећих врста има дужину тела мању од 2 центиметра, иако су познати фосили карбона дуги око 6 цм.
Zygentoma имају дорзивентрално спљоштена тела, углавном издужених или овалних облика. Њихове антене су витке и покретне. Сложене очи су обично мале, а неке троглобитске врсте, као што су многе Nicoletiidae, у потпуности немају очи. Ocelli су одсутни код свих врста осим код Tricholepidion gertschi из породице Lepidotrichidae. Мандибуле су кратке, а уста неспецијализовани. Многе врсте такође имају низ кратких додатака на абдоменусегментима, али најизразитија карактеристика групе је присуство три дугачка филамента налик на реп који се протежу од њиховог последњег сегмента. Ова три су углавном подједнака, осим код неких чланова породице Nicoletiidae, код којих су ниски, а церке је тешко открити. Два бочна филамента су абдоминални церци, а медијални је епипрокт.
Сребрне рибице се могу наћи у влажним, влажним срединама или сувим условима, и као организми који слободно живе или као сарадници у гнезду. У домаћинству се хране житарицама, пастом, папиром, скробом у одећи, рајонским тканинама и сувим месом. У природи ће се хранити органским детритусом. Сребрне рибице се понекад могу наћи у кадама или умиваоницима ноћу, јер се тешко крећу по глатким површинама и тако постају заробљене ако упадну.
Дивље врсте се често налазе у тамним, влажним стаништима као што су пећине или испод стена, а неке су коменсали који живе у заједници са колонијама мрава, на пример, Trichatelura manni and Allotrichotriura saevissima,  који живе у гнездима ватрених мрава у Бразил.
Не постоје тренутне врсте које се формално сматрају угроженим очувањем, иако су неке троглобити ограничени на једну или неколико пећина или пећинских система, а ове врсте имају изузетно висок ризик од изумирања.

### Aggregation behaviour
У прошлости се претпостављало да је контактни феромон одговоран за агрегацију и понашање хапшења уочено код Zygentoma. Касније је откривено да понашање агрегације не покрећу феромони, већ ендосимбиотска гљива, Mycotypha microspora (Mycotyphaceae), и ендосимбиотска бактерија  Enterobacter cloacae (Enterobacteriaceae), обе присутне у фецесу ватре, Thermobia domestica. Такође је показано да ватрена зрна детектују присуство E. cloacae на основу њеног спољашњег гликокаликса од полисахариди, највероватније засновани на његовој компоненти Д- глукозе. Mycotypha microspora детектују само ватрене главе у присуству целулозе, што сугерише да метаболити ензимске дигестије целулозе од стране M. microspora (као што је Д-глукоза) служе као знак агрегације/заустављања. Наставна студија је показала да сива сребрна рибица, Ctenolepisma longicaudatum, такође реагује хапшењем на Mycotypha microspora, али не тако на обичне сребрне рибице Lepisma saccharinum.
Штавише, утврђено је да електромагнетни калемови ниског нивоа са статичким електромагнетним пољима напајани једносмерном струјом изазивају привлачење или понашање застоја у  Lepisma saccharinum и Thermobia domestica. Ова особина понашања има потенцијалну примену у замкама за Zygentoma и издат је одговарајући патент.

## Таксономија
- Ред Zygentoma Börner 1904[20]
  - Подред Archizygentoma Engel 2006
    - Породица Tricholepidiidae Engel 2006

  - Подред Neozygentoma Engel 2006
    - Инфраред †Parazygentoma Engel 2006
      - Породица †Lepidotrichidae Silvestri 1913

    - Инфраред Euzygentoma Grimaldi & Engel 2005
      - Породица Maindroniidae Escherich 1905
      - Породица Lepismatidae Latreille 1802
      - Породица Protrinemuridae Mendes 1988
      - Породица Nicoletiidae Escherich 1905

Tricholepidiidae представљају Tricholepidion gertschi из шума северне Калифорније.
Lepidotrichidae су представљене изумрлим Lepidotrix pilifera, познатом по балтичком ћилибару.
Lepismatidae је највећа породица и укључује физички највеће примерке. Породица је космополитска са више од 200 врста. Многи су антропофилни, живе у људским настамбама. Неке врсте су инквилине у колонијама мрава.
Nicoletiidae имају тенденцију да буду мање, бледе боје и често живе у земљишту, хумусу, испод камења, у пећинама (са смањеним очима) или као инквилине у колонијама мрава или термита. Породица је подељена на пет потпородица.
Maindroniidae се састоје од три врсте, које се налазе на Блиском истоку и у Чилеу.
Protrinemuridae обухвата четири рода. Као и врсте Nicoletiidae које живе у пећинама, немају очи.

## Репродукција
Сребрне рибице имају разрађен ритуал удварања како би осигурале пренос сперме. Мужјак преде свилену нит између подлоге и вертикалног предмета. Он одлаже пакет сперме ( сперматофор ) испод овог конца, а затим наговара женку да прође испод конца. Када њени церци дотакну свилену нит, она покупи сперматофор својим гениталним отвором. Сперма се ослобађа у њен репродуктивни систем, након чега она избацује празан сперматофор и поједе га.
Као аметаболични инсекти, сребрне рибице настављају да се лињају током свог живота, са неколико сексуално зрелих стадија , за разлику од инсеката птеригота . Релативно споро расту, а забележен је животни век од четири до осам година.

## Истраживање за производњу биогорива
Пошто сребрна рибица конзумира лигноцелулозу која се налази у дрвету, оне су једна врста инсеката (заједно са термитима, жохарима који се хране дрветом, дрвеним осама и другима) који се тренутно истражују за употребу у производњи биогорива. Црева ових инсеката делују као природни биореактори у којима хемијски процеси разграђују целулозу. Они су проучавани у нади да ће развити комерцијално исплативе процесе производње биогорива.